# Sorso Calcio 1987-1988
Questa voce raccoglie le informazioni riguardanti il Sorso Calcio nelle competizioni ufficiali della stagione 1987-1988.

## Rosa
| N. |                   | Ruolo | Calciatore           |
| -- | ----------------- | ----- | -------------------- |
|    | Italia (bandiera) | A     | Pierpaolo Barnabà    |
|    | Italia (bandiera) | C     | Marco Bellagamba     |
|    | Italia (bandiera) | C     | Piero Delogu         |
|    | Italia (bandiera) | C     | Claudio Di Francesco |
|    | Italia (bandiera) | P     | Mario Di Pasquale    |
|    | Italia (bandiera) | D     | Giulio Donaggio      |
|    | Italia (bandiera) | P     | Antonello Fiori      |
|    | Italia (bandiera) | D     | Roberto Furiolu      |
|    | Italia (bandiera) | D     | Battistino Gallu     |
|    | Italia (bandiera) | C     | Giuseppe Leggieri    |

| N. |                   | Ruolo | Calciatore              |
| -- | ----------------- | ----- | ----------------------- |
|    | Italia (bandiera) | D     | Marco Leoncini          |
|    | Italia (bandiera) | A     | Davide Marzeddu         |
|    | Italia (bandiera) | C     | Francesco Masia         |
|    | Italia (bandiera) | C     | Vincenzo Melis          |
|    | Italia (bandiera) | C     | Massimo Montanari       |
|    | Italia (bandiera) | D     | Marco Mosti             |
|    | Italia (bandiera) | D     | Nicola Sanna            |
|    | Italia (bandiera) | C     | Salvatore Antonio Sanna |
|    | Italia (bandiera) | C     | Giampaolo Zaccheddu     |
|    | Italia (bandiera) | A     | Severino Zanotti        |